# Asclepiodoro
Asclepiodoro (in greco Άσκληπιόδορος; fl. IV secolo a.C.) è stato un pittore greco antico.

## Biografia
Fu un pittore ateniese, contemporaneo di Apelle, che, come riporta Plinio il Vecchio, lo considerava superiore a se stesso nella simmetria e nella correttezza del disegno.
Plutarco lo equipara a Eufranore e a Nicia.